# Casa del Marquès de Capmany
La Casa del Marquès de Capmany és una obra de Cervera (Segarra) protegida com a Bé Cultural d'Interès Local.

## Descripció
Situada al carrer Major, nucli antic del municipi. Gran casal dels que foren els marquesos de Capmany, constituït per la que era la part primitiva de la casa, entre el carreró que pren el nom del seu llinatge -Sabater- i el passeig del Portalet, per una banda, i la part que dona al carrer Major, per una altra. La primera, de més grans dimensions i amb pati posterior, data de l'últim terç del segle xvii, tal com apareix a la inscripció -1680-, tot i que per la seva morfologia presenta també intervencions del segle xviii. Presenta quatre nivells d'obertures, amb planta baixa i dos pisos i un últim nivell de golfes, definides per petites finestretes quadrangulars. Avui aquesta part presenta importants afegits, de les últimes dècades del segle xx, corresponents a l'adaptació com a residència de monges de la Sagrada Família i escola bressol i d'educació infantil. D'altra banda, la part que dona al carrer Major fou construïda tot just començat el segle xix, quan el marquès de Capmany fou un dels principals amfitrions del rei Carles IV i la seva família durant la seva visita a Cervera l'any 1802. La façana del carrer Major presenta tres obertures de llinda plana a la planta baixa, realitzada en pedra ben escairada, mentre que l'aparell constructiu que trobem a la part superior, estructurada en dues plantes, combina l'arrebossat amb pilastres de carreus encoixinats. Les tres obertures d'arc escarser del primer pis estan unides per una balconada, mentre que les tres dels segon pis tenen un balcó cada una. Una cornisa motllurada remata l'edifici que ja presenta un cert aire més "modern" que les cases setcentistes que predominen al llarg del carrer.

## Història
La casa és propietat de les Germanes de la Sagrada Família d'Urgell, però abans pertanyia al llinatge dels Sabater i d'Oluja. Entre els seus membres destacà Miquel de Sabater, que va manar construir un gran casal a l'angle del carrer que prendrà el nom de Sabater, obstruint l'antic ingrés des del carrer del Portalet i obrint un pas directe al carrer Major, encarat al gran portal de la casa.
Un altre personatge destacat d'aquesta nissaga fou Marià de Sabater (1757-1837), marquès de Capmany i catedràtic de dret de la Universitat de Cervera. A ell se li deu la gran reforma de la casa a començaments del segle xix, que culminà amb unes pintures en grisalla de temàtica històrica -per exemple, Annibal travessant els Alps- a les sales principals. Durant molt temps fou la seu del Col·legi de la Sagrada Família. Cap a l'any 2010 el col·legi va tancar i l'edifici passà a formar part de la Xarxa Catalana d'Instal·lacions Juvenils.